# Tamara Sosnova
Tamara Mikhaylovna Sosnova (en ruso: Тамара Михайловна Соснова) (Moscú, Rusia, 18 de diciembre de 1949 - Moscú, Rusia, 10 de agosto de 2011 ) fue una nadadora especializada en pruebas de estilo libre. Consiguió la medalla de bronce en 400 metros libres y el oro en 4x200 metros libres durante el Campeonato Europeo de Natación de 1966.
Representó a la Unión Soviética en los Juegos Olímpicos de México 1968.

## Palmarés internacional
| Campeonato Europeo de Natación | Campeonato Europeo de Natación | Campeonato Europeo de Natación | Campeonato Europeo de Natación |
| Año                            | Lugar                          | Medalla                        | Prueba                         |
| ------------------------------ | ------------------------------ | ------------------------------ | ------------------------------ |
| 1966                           | Utrecht ( Países Bajos)        | Medalla de bronce              | 400 m libre                    |
| 1966                           | Utrecht ( Países Bajos)        | Medalla de bronce              | 4 × 200 m libres               |